# Pajnisoodes
Pajnisoodes — рід жуків родини Довгоносики (Curculionidae).
Рід названий на честь індійських ентомологів — H.R. Pajni та S. Sood. У 1982 році вони описали як нові для науки два види довгоносиків, але віднесли їх до відомого раніше роду. Десять років по тому ретельне вивчення опису та фото показало, що ці види можна вважати новим родом. Міркуючи над його назвою, вчені з Європи «сконструювали» її з прізвищ двох колег — першовідкривачів з Індії. Але згодом  вивчивши типовий екземпляр італійський ентомолог Массимо Мерегаллі дійшов висновку, що довгоносика слід віднести до відомого раніше роду Pycnodactylopsis. До винайдення та вивчення більшої кількості екземплярів ситуацію варто вважати спірною.

## Зовнішній вигляд
Основні ознаки:
- довжина головотрубки більша, ніж її ширина, є серединний кіль. вусикові борозенки своїми верхніми краями не торкаються нижнього краю очей;
- очі загострені донизу;
- джгутик вусиків семичлениковий, 2-й членик коротший за 1-й;
- передньоспинка і надкрила не вкриті зернятками;
- усі членики лапок мають губчасті підошви, 1-й членик лапок довший за 2-й, а 3-й різко дволопатевий; кігтики зрослися;

## Спосіб життя
Невідомий, ймовірно, він типовий для Cleonini.

## Географічне поширення
Ареал роду в цілому знаходиться Індії, в межах Індо-Малайській області, лише на півночі (Кашмір) заходить у Палеарктику

## Класифікація
У роді Pajnisoodes описано 2 види:
- Pajnisoodes flavomaculatus (Pajni& Sood, 1982)
- Pajnisoodes chandigarhensis (Pajni & Sood, 1982)